# Sciaenochromis
Sciaenochromis – rodzaj słodkowodnych ryb okoniokształtnych z rodziny pielęgnicowatych (Cichlidae).

## Występowanie
Do rodzaju należą gatunki endemiczne jeziora Malawi (Niasa) w Afryce.

## Klasyfikacja
Gatunki zaliczane do tego rodzaju:
- Sciaenochromis ahli (Trewavas, 1935)
- Sciaenochromis benthicola Konings, 1993
- Sciaenochromis fryeri Konings, 1993
- Sciaenochromis psammophilus Konings, 1993

Gatunkiem typowym jest Haplochromis ahli.

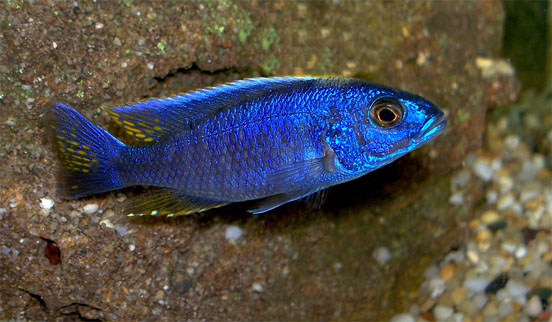
Sciaenochromis fryeri